# Remedy (album)
Pour les articles homonymes, voir Remedy.
 (décembre 2023).
Si vous disposez d'ouvrages ou d'articles de référence ou si vous connaissez des sites web de qualité traitant du thème abordé ici, merci de compléter l'article en donnant les références utiles à sa vérifiabilité et en les liant à la section « Notes et références ».
Albums de Basement Jaxx
Jaxx Unreleased
(2000)
Remedy est un album de Basement Jaxx sorti en 1999.

## L'album
Il fait partie des 1001 albums qu'il faut avoir écoutés dans sa vie.

## Titres
| No  | Titre           | Durée |
| --- | --------------- | ----- |
| 1.  | Rendez-Vu       | 5:45  |
| 2.  | Yo-Yo           | 4:29  |
| 3.  | Jump N' Shout   | 4:42  |
| 4.  | U Can't Stop Me | 3:40  |
| 5.  | Jaxxalude       | 0:35  |
| 6.  | Red Alert       | 4:17  |
| 7.  | Jazzalude       | 0:23  |
| 8.  | Always Be There | 6:24  |
| 9.  | Sneakalude      | 0:11  |
| 10. | Same Old Show   | 5:55  |
| 11. | Bingo Bango     | 5:58  |
| 12. | Gemilude        | 0:47  |
| 13. | Stop 4 Love     | 4:53  |
| 14. | Don't Give Up   | 5:15  |
| 15. | Being with U    | 3:49  |